# Nicolas Fouquet
Nicolas Fouquet (ur. 27 stycznia 1615 w Paryżu, zm. 23 marca 1680 w twierdzy Pinerolo) – prokurator generalny paryskiego parlamentu, nadintendent finansów, wicehrabia de Melun, wicehrabia de Vaux, markiz de Belle-Île.
Pochodził z bogatego rodu w Nantes (noblesse de robe). Oddano go na wychowanie do klasztoru jezuitów. W wieku 16 lat był doradcą sądowym, a w wieku lat 20 był już w stanie kupić urząd maître des requêtes, stając się państwowym inspektorem sądownictwa najwyższego szczebla. Między 1642 a 1650 rokiem zasiadał na różnych stanowiskach intendenckich, z początku w prowincjach, później w armii. Kiedy za pomocą kardynała Mazariniego nawiązał lepsze kontakty z dworem, umożliwiono mu w 1650 roku wykupienie prokuratury generalnej parlamentu paryskiego.
Podczas dłuższej nieobecności kardynała Mazarinirego, Nicolas Fouquet opiekował się posiadłością kardynała i informował go na bieżąco o sprawach związanych z dworem. Po powrocie Mazariniego w roku 1653 Fouquet otrzymał jako wynagrodzenie urząd nadintendenta finansów królestwa Francji, którym w owym czasie rządził król Ludwik XIV. Było to stanowisko, które nie tylko dawało władzę decydowania jakimi pieniędzmi spłacało się długi państwa, ale również pozwalało na negocjacje z finansjerą, która królowi pożyczała pieniądze. Nominacja Fouqueta na ten urząd została przyjęta pozytywnie przez zamożniejszych przedstawicieli społeczeństwa, gdyż młody Nicolas swoje bogactwo zawdzięczał głównie ożenkowi z Marią Castille w 1651 roku, która również wywodziła się z zamożnego rodu.
Wysokie stanowisko (nadal był prokuratorem generalnym) chroniło przed śledzeniem jego transakcji finansowych. Długie wojny i zachłanność dworzan zmuszały nadintendenta tymczasowo do pożyczek pokrywanych jego własnym imieniem, aby zaspokoić finanse dworu. Jednakże wkrótce przemienił tę wymianę swoich i publicznych środków na swój zysk. Majątek Fouqueta przekraczał już nawet Mazariniego.

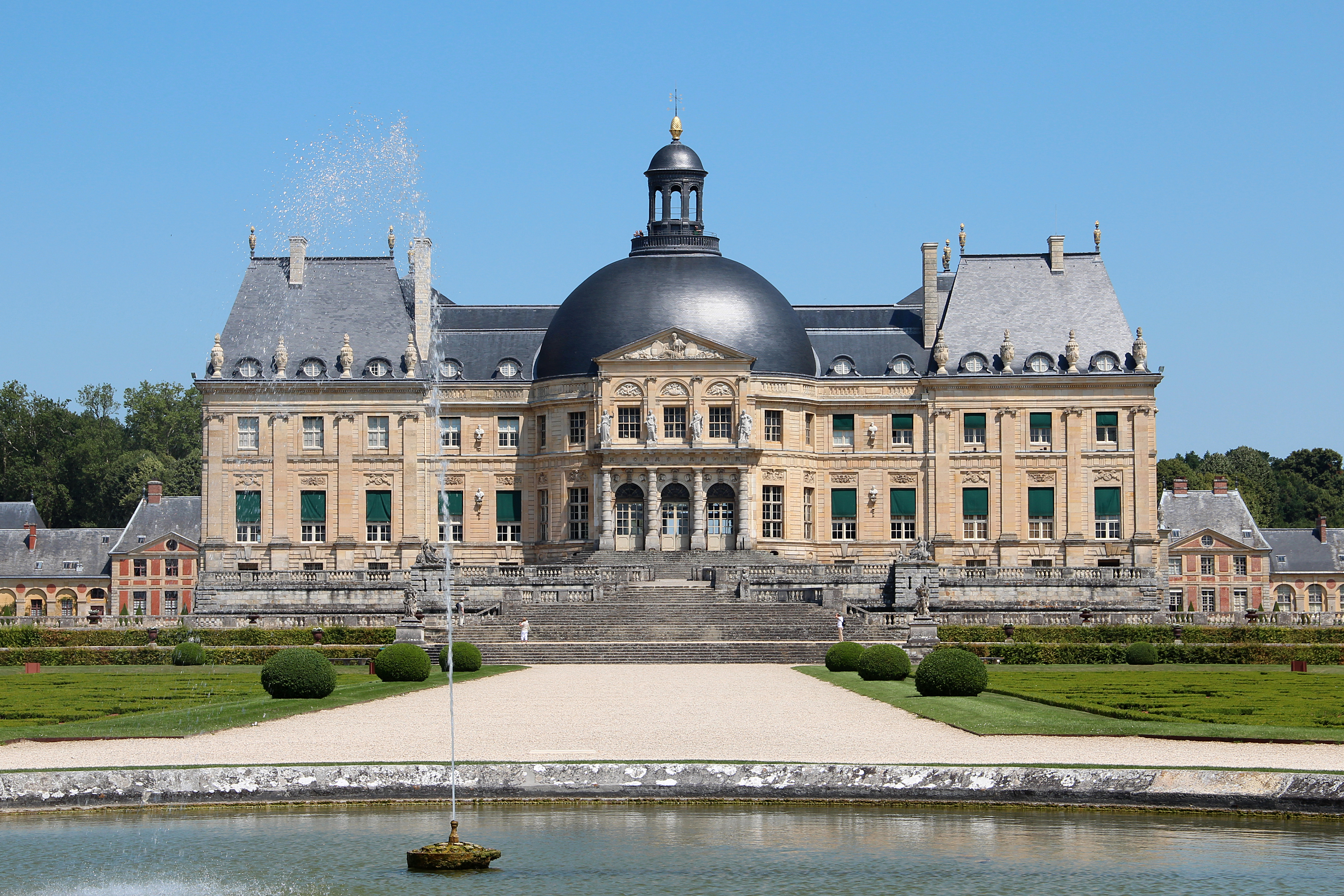
Pałac w Vaux-le-Vicomte

Po śmierci Mazarina 9 marca 1661 roku Fouquet oczekiwał, iż zostanie szefem rządu, jednak Ludwik XIV tracił zaufanie do swojego ministra. Jean-Baptiste Colbert wzmocnił jeszcze nieufność króla negatywnymi sprawozdaniami o deficycie i obarczał winą głównie Fouqueta. Fouquet afiszował się ze swoim bogactwem i zainwestował ogromne sumy w pałac na swojej posiadłości w Vaux-le-Vicomte, który wielkością, przepychem i wspaniałością dekoracji nadał przedsmak pałacu w Wersalu. Tutaj zbierał rzadkie manuskrypty, piękne obrazy, klejnoty, zbiory antyczne, a poza tym lubił się otaczać artystami i pisarzami. Jego dom stał otworem dla szlachetnego świata, szefem kuchni był François Vatel, gościł zaś osobistości jak La Fontaine, Corneille i Scarron.
Na cześć króla Fouquet wydał 17 sierpnia 1661 roku przyjęcie w swoim pałacu. Chcąc przypodobać się królowi nie szczędził starań i pieniędzy w przygotowaniach uczty. To tutaj po raz pierwszy zainscenizowano sztukę Moliera Les Fâcheux. Jednak najprawdopodobniej to ten przepych przesądził o dalszych losach nadintendenta, a może jego zguba zadecydowana była już wcześniej. Poza tym Fouquet wzmocnił obronę niektórych miast, na co król patrzył sceptycznie obawiając się kolejnej frondy. Król zasugerował możliwość objęcia jeszcze wyższego stanowiska, czym zachęcił Fouqueta do sprzedaży swojego stanowiska prokuratora generalnego. W ten sposób Fouquet pozbył się ochrony swych przywilejów.
Trzy tygodnie po odwiedzinach w Vaux-le-Vicomte, 5 września 1661, podczas przemowy króla w Nantes, Fouquet towarzyszący Ludwikowi XIV został aresztowany. Proces przeciwko niemu trwał prawie trzy lata. Opinia publiczna była po stronie Fouqueta; wielu pisało petycje w jego imieniu, m.in. La Fontaine i Madame de Sévigné. Sąd skazał go w końcu na wygnanie, lecz król w akcie absolutystycznym stanął ponad prawem i zmienił wyrok na dożywotne uwięzienie, gdyż poza granicami państwa były minister finansów mógłby zaszkodzić królowi. Na początku 1665 roku Nicolas Fouquet został uwięziony w twierdzy Pinerolo (fr. Pignerol), gdzie w 1680 zmarł.